# Список эпизодов телесериала «Инспектор Морс»
Ниже приведён список эпизодов телесериала «Инспектор Морс», премьера которого состоялась 6 января 1987 года на телеканале ITV (Великобритания).

## Описание сезонов
| Сезон | Сезон       | Количество эпизодов | Премьера первого эпизода | Премьера последнего эпизода | Дата выхода DVD | Дата выхода DVD | Дата выхода DVD | Дата выхода DVD |
| Сезон | Сезон       | Количество эпизодов | Премьера первого эпизода | Премьера последнего эпизода | Регион 1        | Регион 2        | Регион 4        | Регион 5        |
| ----- | ----------- | ------------------- | ------------------------ | --------------------------- | --------------- | --------------- | --------------- | --------------- |
|       | 1           | 3                   | 6 января 1987            | 20 января 1987              |                 |                 |                 |                 |
|       | 2           | 4                   | 25 декабря 1987          | 22 марта 1988               |                 |                 |                 |                 |
|       | 3           | 4                   | 4 января 1989            | 25 января 1989              |                 |                 |                 |                 |
|       | 4           | 4                   | 3 января 1990            | 24 января 1990              |                 |                 |                 |                 |
|       | 5           | 5                   | 20 февраля 1991          | 27 марта 1991               |                 |                 |                 |                 |
|       | 6           | 5                   | 26 февраля 1992          | 15 апреля 1992              |                 |                 |                 |                 |
|       | 7           | 3                   | 6 января 1993            | 20 января 1993              |                 |                 |                 |                 |
|       | Спецвыпуски | 5                   | 29 ноября 1995           | 15 ноября 2000              |                 |                 |                 |                 |

## Список эпизодов

### Первый сезон (1987)
| 1 (1x01) | «Смерть в Иерихоне» (англ. The Dead of Jericho)                             | Энтони Мингелла | Аластер Рид   | 6 января 1987  |  |  |
| Эндэвор Морс, старший инспектор Отдела криминальных расследований территориального отделения полиции Темз Вэлли в Оксфорде — ценитель классической музыки, является членом любительского академического хора. Там он влюбляется в участницу хора Энн Стейвли, преподавательницу музыки. Однако роман заканчивается очень быстро: в ответ на неуклюжее признание Морса, Энн отвечает, что у неё есть любимый мужчина. На следующий день её находят повешенной в своей квартире в оксфордском районе Иерихон. Старший инспектор Белл, по территориальной принадлежности обязанный расследовать дело о смерти Энн Стейвли, идет на повышение. Теперь это дело достаётся Морсу и его новому напарнику — сержанту Льюису. Морс не верит что Энн совершила самоубийство, особенно после того как узнаёт, что она была на втором месяце беременности. |                                                                             |                 |               |                |  |  |
| |                                                                             |                 |               |                |  |  |
| 2 (2x01) | «Безмолвный мир Николаса Куинна» (англ. The Silent World of Nicholas Quinn) | Джулиан Митчелл | Брайан Паркер | 13 января 1987 |  |  |
| Отравлен Николас Куинн, работавший в синдикате международных сертификатов. |                                                                             |                 |               |                |  |  |
| |                                                                             |                 |               |                |  |  |
| 3 (3x01) | «Служба по всем усопшим» (англ. Service of All the Dead)                    | Джулиан Митчелл | Питер Хэммонд | 20 января 1987 |  |  |
| В церкви Св. Освальда заколот церковный староста Гарри Джозефс. Льюису это дело на первых порах кажется довольно простым. Сперва всё указывало на то что убийство совершил местный бродяга, целью которого было ограбление. Когда же выясняется, что Джозефс был отравлен морфием, а нож был воткнут в уже мёртвое тело, вся картина преступления меняется. При этом кто-то начинает методично убивать свидетелей по делу, причём все убийства происходят в той же церкви. По ходу расследования у Морса начинаются романтические отношения с Рут Роулинсон, женщиной работающей в церкви. Дело заканчивается для Морса довольно неприятным образом. |                                                                             |                 |               |                |  |  |
| |                                                                             |                 |               |                |  |  |

### Второй сезон (1988)
| Номер | Название                                                        | Сценарий        | Режиссёр       | Дата премьеры   |  |
| --- | --------------------------------------------------------------- | --------------- | -------------- | --------------- |  |
| 4 (1x02) | „Пропавшая драгоценность“ (англ. The Wolvercote Tongue)         | Джулиан Митчелл | Аластер Рид    | 25 декабря 1987 |  |
| |                                                                 |                 |                |                 |  |
| 5 (2x02) | „То, в чём её видели в последний раз“ (англ. Last Seen Wearing) | Томас Эллис     | Эдвард Беннетт | 8 марта 1988    |  |
| |                                                                 |                 |                |                 |  |
| 6 (3x02) | „Заход солнца“ (англ. The Settling of the Sun)                  | Чарльз Вуд      | Питер Хэммонд  | 15 марта 1988   |  |
| |                                                                 |                 |                |                 |  |
| 7 (4x02) | „Последний автобус на Вудсток“ (англ. Last Bus to Woodstock)    | Майкл Уилкокс   | Питер Даффелл  | 22 марта 1988   |  |
| Морс и Льюис расследуют жестокое убийство молодой девушки Сильвии Кей, работавшей в страховой компании. Её тело находят возле автостоянки местного паба. В её сумке находят зашифрованное письмо к некой Дженнифер Колби, но даже расшифровка на проливает свет на происшествие. |                                                                 |                 |                |                 |  |
| |                                                                 |                 |                |                 |  |

### Третий сезон (1989)
| Номер | Название                                           | Сценарий        | Режиссёр       | Дата премьеры  |  |
| --- | -------------------------------------------------- | --------------- | -------------- | -------------- |  |
| 8 (1x03) | «Виртуальный призрак» (англ. Ghost in the Machine) | Джулиан Митчелл | Герберт Вайс   | 4 января 1989  |  |
| |                                                    |                 |                |                |  |
| 9 (2x03) | «Последний враг» (англ. The Last Enemy)            | Питер Бакман    | Джеймс Скотт   | 11 января 1989 |  |
| |                                                    |                 |                |                |  |
| 10 (3x03) | «Обманный манёвр» (англ. Deceived by Flight)       | Энтони Мингелла | Энтони Симмонс | 18 января 1989 |  |
| |                                                    |                 |                |                |  |
| 11 (4x03) | «Тайна бэй 5б» (англ. The Secret of Bay 5B)        | Альма Каллен    | Джим Годдард   | 25 января 1989 |  |
| Вечером, на автостоянке, на переднем сидении автомобиля БМВ находят труп некоего мистера Гиффорда, задушенного шнурком. Всё указывает на то что мотивом убийства стала ревность, связанная с любовным треугольником. |                                                    |                 |                |                |  |
| |                                                    |                 |                |                |  |

### Четвёртый сезон (1990)
| Номер | Название                                         | Сценарий        | Режиссёр      | Дата премьеры  |  |
| --- | ------------------------------------------------ | --------------- | ------------- | -------------- |  |
| 12 (1x04) | «Змей-искуситель» (англ. The Infernal Serpent)   | Альма Каллен    | Джон Мэдден   | 3 января 1990  |  |
| |                                                  |                 |               |                |  |
| |                                                  |                 |               |                |  |
| 13 (2x04) | «Грехи отцов» (англ. The Sins of the Fathers)    | Джереми Бёрнхэм | Питер Хэммонд | 3 января 1990  |  |
| |                                                  |                 |               |                |  |
| |                                                  |                 |               |                |  |
| 14 (3x04) | «Дойдя до безумия» (англ. Driven to Distraction) | Энтони Мингелла | Сэнди Джонсон | 17 января 1990 |  |
| См. также: en:Driven to Distraction (Inspector Morse TV-episode) |                                                  |                 |               |                |  |
| |                                                  |                 |               |                |  |
| 15 (4x04) | «Масонские мистерии» (англ. Masonic Mysteries)   | Джулиан Митчелл | Дэнни Бойл    | 24 января 1990 |  |
| Размеренная жизнь инспектора Морса рушится с пугающей стремительностью. Убийства близких людей, кражи и вандализм в отношении любимых вещей, подложные улики и фальсификация биографии — всё это способно не просто морально уничтожить человека, но и стать угрозой для его рассудка. Найти преступника, способного на столь изощрённую месть, становится для Морса не просто делом чести… |                                                  |                 |               |                |  |
| |                                                  |                 |               |                |  |

### Пятый сезон (1991)
| Номер | Название                                                | Сценарий        | Режиссёр       | Дата премьеры   |  |
| --- | ------------------------------------------------------- | --------------- | -------------- | --------------- |  |
| 16 (1x05) | «Второй заход» (англ. Second Time Around)               | Дэниел Бойл     | Эдриан Шерголд | 20 февраля 1991 |  |
| |                                                         |                 |                |                 |  |
| |                                                         |                 |                |                 |  |
| 17 (2x05) | «Без шансов» (англ. Fat Chance)                         | Альма Каллен    | Рой Баттерсби  | 27 февраля 1991 |  |
| |                                                         |                 |                |                 |  |
| |                                                         |                 |                |                 |  |
| 18 (3x05) | «Кто убил Гарри Филда» (англ. Who Killed Harry Field)   | Джеффри Кейс    | Колин Грегг    | 13 марта 1991   |  |
| |                                                         |                 |                |                 |  |
| |                                                         |                 |                |                 |  |
| 19 (4x05) | «Данайцы, дары приносящие» (англ. Greeks Bearing Gifts) | Питер Николс    | Эдриан Шерголд | 20 марта 1991   |  |
| Убит Никос — владелец местного греческого ресторана. Морс с Льюисом приступают к расследованию убийства. Поначалу сыщики узнают о нём немного: Никос находился в Англии в течение полугода, его все любили и что у него не было врагов. Между тем на похороны Никоса прибывает его сестра с ребёнком — однако её убивают, а ребёнка похищают. Морс должен выяснить, кому могла понадобиться смерть их обоих. |                                                         |                 |                |                 |  |
| |                                                         |                 |                |                 |  |
| 20 (5x05) | «Земля Обетованная» (англ. Promised Land)               | Джулиан Митчелл | Джон Мэдден    | 27 марта 1991   |  |
| Дело банды из Абингдона попадает под пристальное внимание начальства. Морс с Льюисом вынуждены отправиться в Австралию, чтобы повторно допросить своего осведомителя Кенни Стоуна, которого переселили туда вместе со всей семьей в обмен за сведения, предоставленные им полиции. Теперь он живёт там под именем Майк Хардинг. Однако прибыв на место своего назначения, детективы обнаруживают, что Стоуна-«Хардинга» поймать весьма нелегко. Неожиданно то, что Морс узнает о первоначальном приговоре по делу абингдонской банды, переворачивает все расследование с ног на голову. |                                                         |                 |                |                 |  |
| |                                                         |                 |                |                 |  |

### Шестой сезон (1992)
| Номер | Название                                             | Сценарий        | Режиссёр       | Дата премьеры    |  |
| --- | ---------------------------------------------------- | --------------- | -------------- | ---------------- |  |
| 21 (1x06) | «Умерший вовремя» (англ. Dead on Time)               | Дэниел Бойл     | Джон Мэдден    | 26 февраля 1992  |  |
| Генри Фаллон, оксфордский дон, найден мертвым в своем инвалидном кресле. Тело обнаружил зять Фаллона, хозяин антикварного магазина Питер Роудс, жена покойного Сьюзен в этот момент была в Лондоне. Прикованный к инвалидному креслу и страдающий от неврологического расстройства, Фаллон, судя по всему, покончил жизнь самоубийством. Однако лечащий врач Фаллона сообщает Морсу, что Генри был физически неспособен поднести к своему виску пистолет, таким образом, полиция приходит к выводу, что они имеют дело с убийством. Когда же полиции сообщают о прекращении деловых отношений между Фаллоном и Роудсом, у них появляется и подозреваемый. |                                                      |                 |                |                  |  |
| |                                                      |                 |                |                  |  |
| 22 (2x06) | «Счастливые семьи» (англ. Happy Families)            | Дэниел Бойл     | Эдриан Шерголд | 11 марта 1992 г. |  |
| Сэра Джона Балкомба, богатого промышленника, обнаруживают мертвым, с пробитым черепом. Морс с Льюисом берутся за расследование очередного убийства. В жизни сэр Джон был грубым, невоспитанным, подчас жестоким человеком, так что, похоже, никто особо не опечален его смертью. Вдову и обоих сыновей покойного, кажется, беспокоят совсем другие вещи. К досаде Морса, это дело вызвало шквал откликов в средствах массовой информации, причём некоторые из них носят ярко выраженный характер личной неприязни к нему. К тому же, на инспектора давит его шеф, требуя поскорее предъявить результаты расследования.                                    |                                                      |                 |                |                  |  |
| |                                                      |                 |                |                  |  |
| 23 (3x06) | «Смерть себя» (англ. The Death of the Self)          | Альма Каллен    | Колин Грегг    | 25 марта 1992    |  |
| В Виченце в психотерапевтической клинике убивают богатую английскую туристку Мэй Лоуренс, которая проходила там лечение. Расследовать её смерть поручено Морсу с Льюисом, которые отправились в этот древний итальянский город. Тем более, что клиникой руководит Расселл Кларк, который отсидел срок за мошенничество, в силу этого прекрасно известный как Морсу, так и британским властям. Морс в восторге от этого путешествия, особенно когда узнает, что среди пациентов клиники находится знаменитая оперная певица Николь Берджесс. |                                                      |                 |                |                  |  |
| |                                                      |                 |                |                  |  |
| 24 (4x06) | «Окончательный приговор» (англ. Absolute Conviction) | Джон Браун      | Антония Бёрд   | 8 апреля 1992    |  |
| В так называемой «открытой» тюрьме Фарнли после избиения умирает Лоуренс Крайер, осужденный за мошенничество с недвижимостью. Он был одним из трёх партнёров по бизнесу. Морс с Льюисом должны расследовать дело о смерти заключённого, при этом стараясь не обидеть руководство тюрьмы в лице её начальницы Хиллари Стивенс. |                                                      |                 |                |                  |  |
| |                                                      |                 |                |                  |  |
| 25 (5x06) | «Херувим и серафим» (англ. Cherubim and Seraphim)    | Джулиан Митчелл | Дэнни Бойл     | 15 апреля 1992   |  |
| У лекарства, разработанного для предотвращения старческого слабоумия, оказывается побочный возбуждающий эффект, и ловкие дельцы распространяют его среди подростков в ночных клубах. Однако жуткая депрессия, сменяющая возбуждение, толкает подростков к самоубийству… Так покончила с собой племянница Морса Мэрилин Гаррет, дочь его сводной сестры Джойс. Морс был очень привязан к Мэрилин, надеясь, что она преуспеет во всем том, что у него самого в жизни не сложилось. Морс берет отпуск по семейным обстоятельствам. |                                                      |                 |                |                  |  |
| |                                                      |                 |                |                  |  |

### Седьмой сезон (1993)
| Номер | Название                                     | Сценарий        | Режиссёр        | Дата премьеры  |  |
| --- | -------------------------------------------- | --------------- | --------------- | -------------- |  |
| 26 (1x07) | «Смертельный сон» (англ. Deadly Slumber)     | Дэниел Бойл     | Стюарт Орм      | 6 января 1993  |  |
| Доктор Мэтью Брюстер, который вместе с женой Клер, тоже врачом по образованию, содержит частную клинику, найден задохнувшимся в своем гараже. На первый взгляд, банальное самоубийство. Однако дело приобретает неожиданный поворот, когда патологоанатом выясняет, что покойного предварительно связали и заткнули ему рот кляпом. Подозрение в убийстве падает на Майкла Степпингса, чья дочь двумя годами ранее пострадала от побочного эффекта наркоза во время проведенной Брюстерами операции и с тех пор пребывает в коме. Степпингс угрожал и супругам Брюстерам, и их медсестре, ассистировавшей на операции, и даже сыну Брюстеров Джону, который проживает вместе с родителями, готовясь к защите докторской диссертации по философии. Эксперты выявляют, что одно из писем Степпингса с угрозами подверглось исправлениям, а Морс узнает, что у Брюстера был роман на стороне. Посему Морсу стоит поискать и иные мотивы для убийства. |                                              |                 |                 |                |  |
| |                                              |                 |                 |                |  |
| 27 (2x07) | «День Дьявола» (англ. The Day of the Devil)  | Дэниел Бойл     | Стивен Уиттакер | 13 января 1993 |  |
| Из специальной, особо строго охраняемой психиатрической клиники убегает Джон Питер Барри, социопат, опасный сексуальный маньяк, в то же время обладающий недюжинным умом. Барри верит в оккультные силы и известен под прозвищем «ученик дьявола». Полиция направляет на его поимку все имеющиеся у неё силы и средства. Морсу помогает лечащий психиатр Барри, доктор Эстер Мартин. Барри связывается с Морсом, и между ними начинается смертельная игра в кошки-мышки. Когда Морс отказывается играть по правилам Барри, тот похищает женщину и предлагает обменять заложницу на доктора Мартин. По ходу расследования Морс приходит к выводу, что где-то в Оксфорде у Барри есть сообщник. Однако после убийства местного сатаниста Морс понимает, что все это время он глядел не в том направлении. |                                              |                 |                 |                |  |
| |                                              |                 |                 |                |  |
| 28 (3x07) | «Сумерки богов» (англ. Twilight of the Gods) | Джулиан Митчелл | Герберт Вайс    | 20 января 1993 |  |
| Служба Морса в полиции и его любовь к классической музыке объединяются, когда он расследует дело, представленное в данной серии. На глазах у инспектора стреляют в обладающую мировой славой валлийскую оперную певицу Глэдис Проберт. Морс — один из горячих поклонников её таланта. Покушение произошло во внутреннем дворике одного из колледжей Оксфордского университета, во время ежегодной процессии, сопутствующей присуждению почетных учёных степеней. Морс связывает его с убийством журналиста-фрилансера Невилла Гримшоу, специализировавшегося на журналистских расследованиях. Убитый писал о местном предпринимателе Эндрю Байдоне, пожертвовавшем крупную сумму на постройку здания для одного из университетских колледжей. А певица в момент выстрела находилась рядом с Байдоном. Не ему ли предназначалась пуля, доставшаяся певице?                                                                                          |                                              |                 |                 |                |  |
| |                                              |                 |                 |                |  |

### Специальные выпуски (1995—2000)
| Номер | Название                                                        | Сценарий         | Режиссёр     | Дата премьеры  |  |
| --- | --------------------------------------------------------------- | ---------------- | ------------ | -------------- |  |
| 29 | «Дорога через лес» (англ. The Way Through the Woods)            | Расселл Льюис    | Джон Мэдден  | 29 ноября 1995 |  |
| Незадолго до суда, в следственном изоляторе сокамерники убивают Стивена Парнелла, обвиняемого в убийстве нескольких влюбленных пар в течение предыдущего лета. Морс не имел отношения к этому делу, поскольку во время следствия находился в отпуске. Но старшего инспектора заинтересовало то, что одну из предполагаемых жертв серийного убийцы, Карен Андерсон, так никогда и не нашли. Предполагалось, что её тело бросили в воды близлежащего озера. Однако на смертном одре Парнелл поклялся исповедовавшему его священнику, что не совершал этого конкретного убийства. |                                                                 |                  |              |                |  |
| |                                                                 |                  |              |                |  |
| 30 | «Дочери Каина» (англ. The Daughters of Cain)                    | Джулиан Митчелл  | Герберт Вайс | 27 ноября 1996 |  |
| Профессора Оксфордского университета Феликса Макклюра зарезали в его собственном кабинете. В его записной книжки найден телефон некоей Кей. Покойный был не только выдающимся специалистом в своей области — ему так же не было равных по части сбора денег для колледжа. Следствие сосредотачивается на Теде Бруксе, прислужнике Макклюра. Брукс когда-то убирал рабочий кабинет Макклюра в колледже, но внезапно уволился, после того как один из студентов, Мэтью Родуэй, накачавшись наркотиками, выбросился из окна колледжа. Тем более, что Кей оказывается падчерицей Брукса. А когда Морс узнает, что в дочь Брукса были влюблены как Родуэй, так и Эшли Дээвис, другой студент колледжа, у него появляется ещё один подозреваемый. |                                                                 |                  |              |                |  |
| |                                                                 |                  |              |                |  |
| 31 | «Теперь смерть — моя соседка» (англ. Death is Now My Neighbour) | Джулиан Митчелл  | Чарлз Бисон  | 19 ноября 1997 |  |
| Физиотерапевта Рейчел Джеймс застрелили через окно её собственной кухни, между 7:00 и 7:30 утра, пока она завтракала. Однако, когда убивают журналиста, чья квартира находилась по соседству, стенка в стенку, с квартирой Рейчел, Морс приходит к выводу, что Рейчел могли пристрелить и по ошибке, поскольку покушение состоялось ранним утром, да ещё при задёрнутых шторах. Вскоре Морс устанавливает, что убитый сосед был профессиональным шантажистом. |                                                                 |                  |              |                |  |
| |                                                                 |                  |              |                |  |
| 32 | «Убита женщина» (англ. The Wench is Dead)                       | Малколм Брэдбери | Роберт Найтс | 11 ноября 1998 |  |
| В отсутствие сержанта Льюиса, который находится на курсах по подготовке к экзаменам на должность инспектора, инспектор Морс и суперинтендант Стрейндж посещают выставку под названием «Криминальный Оксфорд: преступление и наказание в викторианскую эпоху». На лекции по истории оксфордской преступности, которую читает доктор Миллисент ван Бюрен из Бостонского университета, Морс сваливается с острым приступом язвы желудка, осложненным желудочным кровотечением, и его срочно госпитализируют. В больничной палате, Морс читает книгу ван Бюрен о деле 140-летней давности, известном историкам-криминалистам как «Дело об убийствах на Оксфордском канале». Расследовалось совершенное в 1859 году убийство молодой женщины Джоанны Фрэнкс, совершавшей путешествие на лодке из Ковентри в Лондон, чьё тело выловили из Оксфордского канала. В результате расследования повесили трёх мужчин — членов экипажа лодки, на которой она путешествовала. |                                                                 |                  |              |                |  |
| |                                                                 |                  |              |                |  |
| 33 | «День покаяния» (англ. The Remorseful Day)                      | Стивен Чёрчетт   | Джек Голд    | 15 ноября 2000 |  |
| У себя дома убита медсестра Ивонна Харрисон. Её тело обнаружил муж Ивонны Фрэнк Харрисон. Убийство расследуют Морс с Льюисом, но даже через два месяца убийца не найден, Морс серьёзно заболевает, а дело приостанавливается. Спустя год после убийства Ивонны Харрисон полиция открывает это дело по вновь открывшимся обстоятельствам. Таковыми явились анонимные письма, указывающие на причастность к делу Гарри Реппа, грабителя, который вскоре должен освободиться из тюрьмы. Суперинтендант Стрэндж поручает это дело сержанту Льюису, который вот-вот должен получить должность инспектора. |                                                                 |                  |              |                |  |
| |                                                                 |                  |              |                |  |